# Агентство разведки Польши
Агентство разведки (пол. Agencja Wywiadu, AW) — разведывательная служба Республики Польша, созданная в 2002 после реформы Управления охраны государства, которое было разделено на Агентство разведки (AW) и Агентство внутренней безопасности (ABW).
Нынешний глава Агентства — бригадный генерал Мачей Хуня.

## Функции
Деятельность агентства обычно осуществляется за пределами территории Республики Польша. На территории страны оно может проводить операции в ограниченном объеме, и исключительно в связи с его зарубежными операциями. Функции агентства включают:
- получение, анализ, обработку и передача информации, которая может иметь значение для безопасности и внешней политики Республики Польша, а также её экономического потенциала;
- выявление и противодействие внешним угрозам безопасности, обороны, независимости и неприкосновенности Республики Польша;
- защиту иностранных дипломатических представительств Республики Польша и их должностных лиц от деятельности иностранных спецслужб и других видов деятельности, которые могут негативно повлиять на интересы Республики Польша;
- обеспечение криптографической защиты коммуникаций польских дипломатических представительств и консульств, а также дипломатической почты;
- противодействие международному терроризму, экстремизму и международной организованной преступности;
- противодействие незаконной международной торговле оружием, боеприпасами и взрывчатыми веществами, наркотиками, психотропными веществами, а также товарами, технологиями и услугами, имеющими стратегическое значение для безопасности государства;
- противодействие распространению оружия массового уничтожения и угрозам, связанным с распространением этого оружия и их носителей;
- выявление и анализ угроз, возникающих в нестабильных регионах планеты, конфликтов и международных кризисов, которые влияют на безопасность государства, а также осуществление мер, направленных на устранение этих угроз;
- ведение радиотехнической разведки.[2]

## Организационная структура
Агентство разведки в настоящее время состоит из десяти номерных бюро, Учебного центра и правового департамента. Глава АW имеет право создавать как на временной, так и на постоянной основе, новые подразделения агентства.

## Руководство агентства разведки
- Начальник агентства — бригадный генерал Мачей Хуня;
- Заместитель начальника — полковник Павел Возняк;
- Заместитель начальника — подполковник Марк Ющак;
- Заместитель начальника — подполковник Марек Стемпень.